# Peter Dierichsweiler
Peter Dierichsweiler (* 17. Januar 1892 in Königswinter; † 18. März 1966 in Büderich) war ein deutscher Architekt.

## Leben
Peter Dierichsweiler machte eine Steinmetzlehre in Würzburg, ging nach Düsseldorf und studierte bei Wilhelm Kreis an der Kunstgewerbeschule Düsseldorf. Bei deren Auflösung im Jahr 1919 wechselte er mit der Architekturabteilung von Fritz Becker an die Kunstakademie Düsseldorf. 
Von 1922 bis 1923 wurde die St.-Georg-Kirche in Leipzig-Gohlis nach den Plänen von Clemens Lohmer aus dem Jahr 1909 unter der Gesamtleitung und Beratung von Andreas Huppertz, Professor für christliche Kunst an der Kunstakademie Düsseldorf, gebaut. Der als Gedächtnismal gestaltet Kreuzweg wurde nach Dierichsweilers Entwurf von Jupp Rübsam und Theodor Haake in Rochlitzer Porphyr ausgeführt.
Noch in der Besatzungszeit 1924 wurde ein Wettbewerb zur Neugestaltung der Düsseldorfer Rheinfront und des Rathauses ausgeschrieben. Dierichsweiler erhielt den 1. Preis für seinen Entwurf im Wettbewerb um den Rathaus-Neubau. Auch Wilhelm Kreis (2. Preis) und Emil Fahrenkamp (Rathausentwurf 1925) hatten sich am Wettbewerb beteiligt, keiner der Entwürfe wurde ausgeführt. Unter Kreis entwarf er für die GeSoLei 1926 Siedlungshäuser im „Baublock Düsseldorf-Nord“ und die Siedlungskapelle der Mustersiedlung in der Ausstellung.
Von 1923 bis 1953 war Dierichsweiler im Hochbauamt der Stadt Düsseldorf angestellt, zeitweise als Leiter der Entwurfsabteilung. Für den Wiederaufbau des Malkasten-Hauses hatte er einen Entwurf aufgestellt, ausgeführt wurden jedoch 1947/1949 die Pläne der Architekten Helmut Hentrich und Hans Heuser. Ab 1953 war er freischaffender Architekt mit Sitz in Büderich und Mitglied im Bund Deutscher Architekten (BDA).

## Bauten

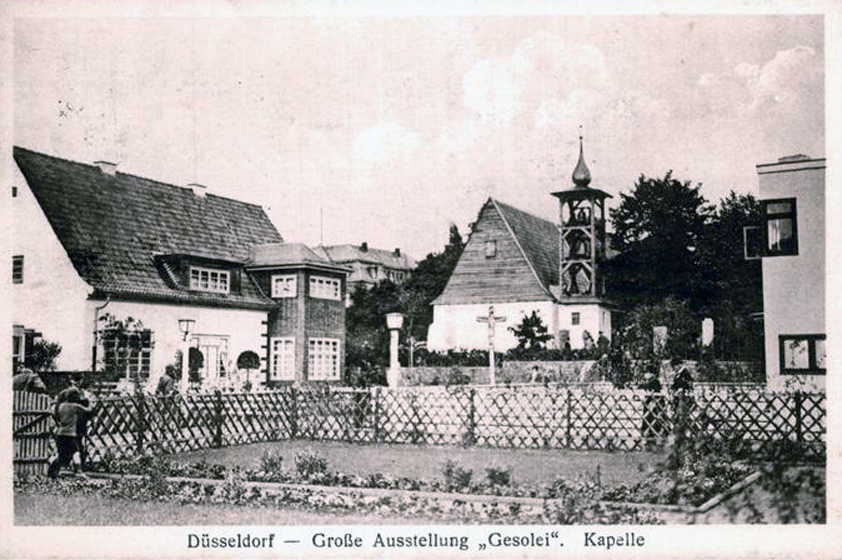
Siedlungskapelle auf der GeSoLei

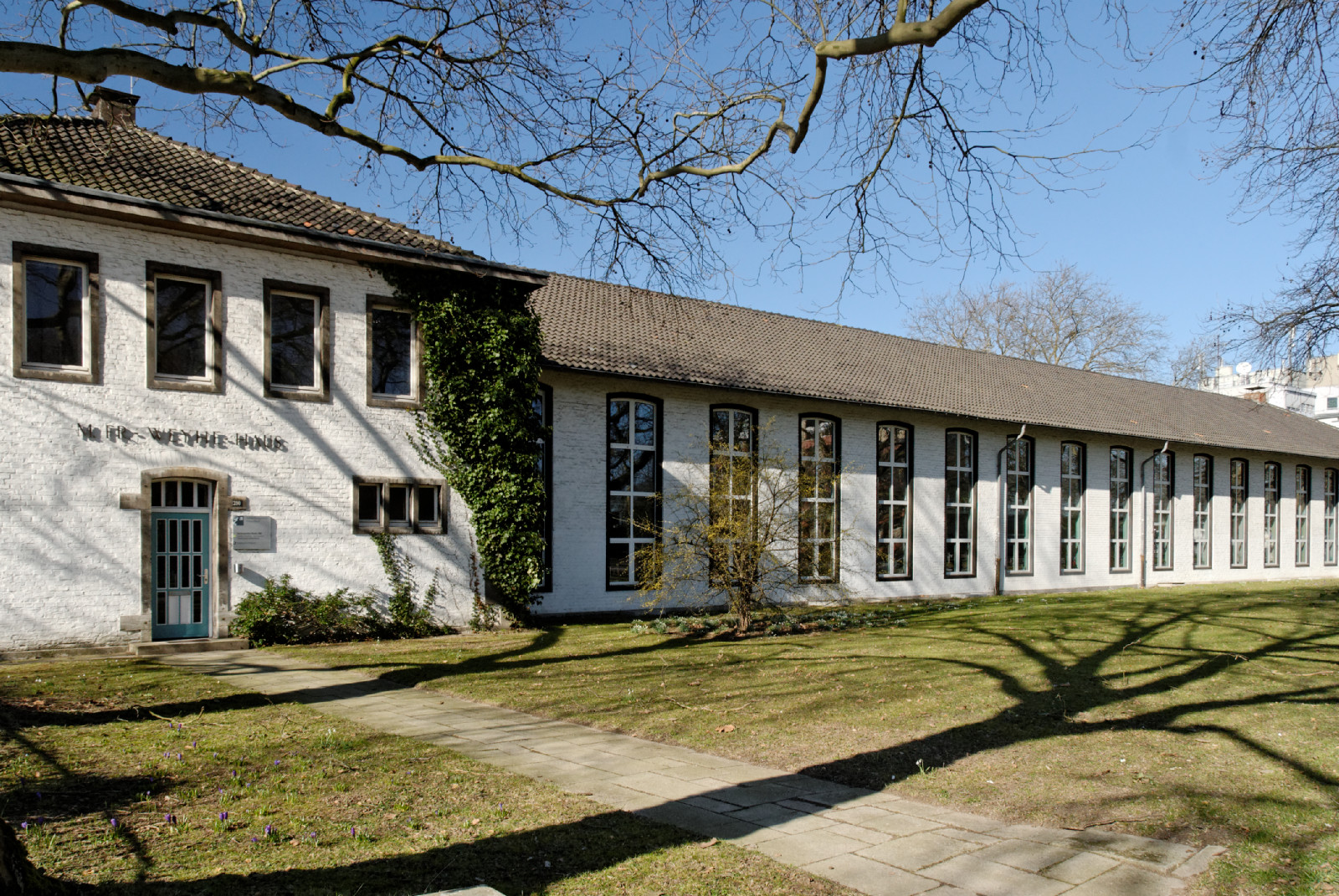
Maximilian-Weyhe-Haus

als Leiter des Düsseldorfer Hochbauamts: 
- Rheinstadion, 1925
- Eisstadion an der Brehmstraße, 1935
- Städtischer Großmarkt in Unterrath
- Um- und Wiederaufbau der Schnellenburg in Stockum, 1925/1926
- Pathologisches Institut im Universitätsklinikum Düsseldorf an der Witzelstraße
- Schule Golzheimer Heide
- Evangelische Volksschule an der Kalkumer Straße (Elsa-Brandström-Schule)
- Helene-Lange-Schule, Brinckmannstraße 16
- Thomas-Schule in Pempelfort, Blumenthalstraße 11[3]
- Robert-Schumann-Saal im Ehrenhof
- Maximilian-Weyhe-Haus im Nordpark Düsseldorf

als freier Architekt: 

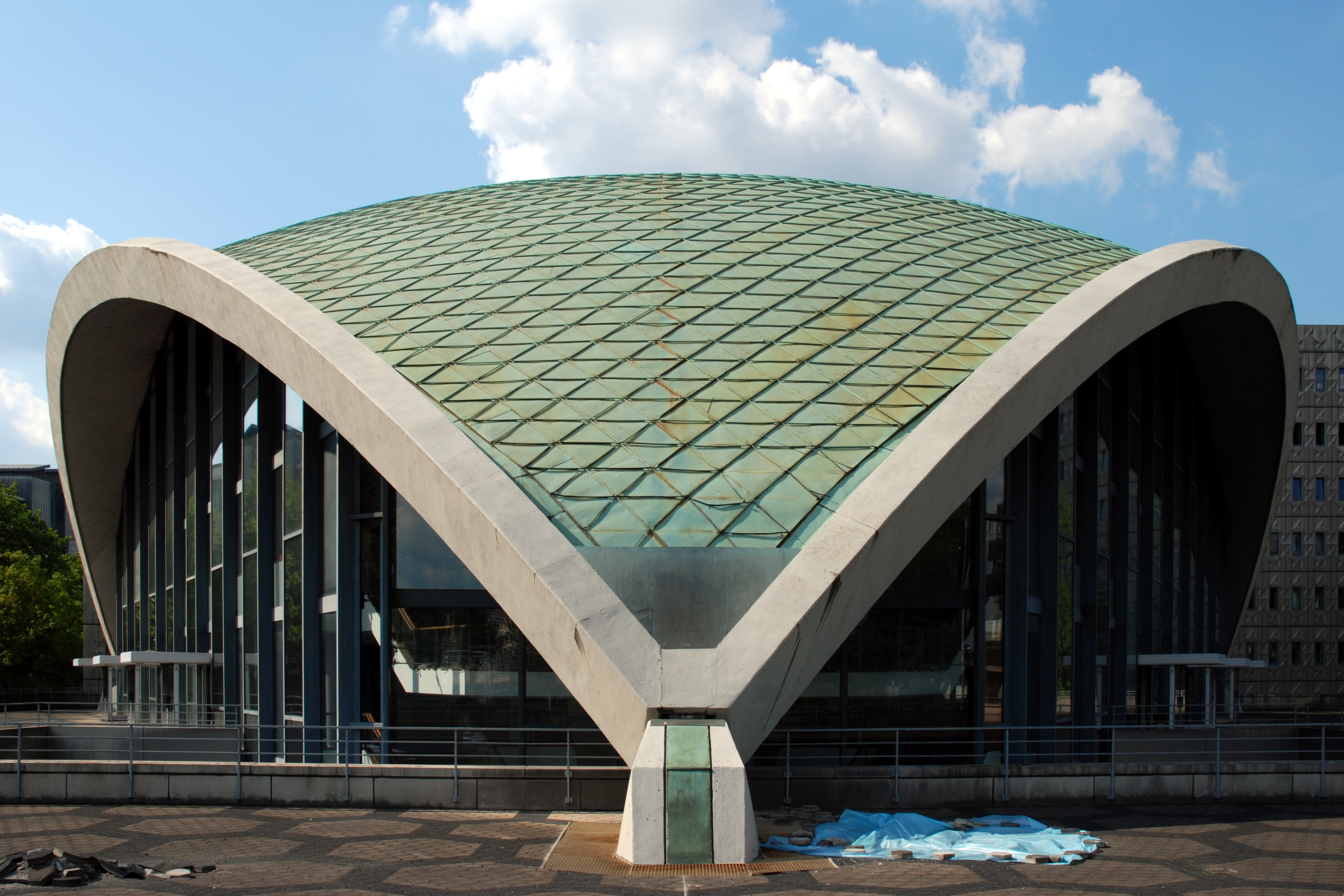
Kuppel über dem Opernhaus, Dortmund

- Jugendherberge in Kleve-Materborn, 1938/1939
- Jugendherberge Nettetal-Hinsbeck
- Jugendherberge Wipperfürth
- Neubau der Europahalle in Düsseldorf (mit Julius Schulte-Frohlinde), 1954[4][5]
- Unfallkrankenhaus Duisburg
- Schwestern-Wohnheim des Marien-Hospitals in Düsseldorf, Stockkampstraße/Prinz-Georg-Straße (als künstlerischer Berater im Kuratorium des Marien-Hospitals Düsseldorf)
- Kuppel der Oper Dortmund, 1964